# Очух (филм из 2009)
Очух (енгл. The Stepfather) амерички је психолошки хорор из 2009. у режији Нелсона Макормика. Римејк је истоименог филма из 1987. који је урађен по истинитим делима серијског убице Џона Листа. Глумачку поставу предводи Пен Беџли.
Филм је од 16. октобра 2009. године приказивао Sony Pictures Releasing. Добио је негативне рецензије критичара и зарадио преко 31 милиона долара, у односу на буџет од 20 милиона долара.

## Радња
Кад се Мајкл Хардинг врати кући из војне школе, открива да се његова мајка до ушију заљубила у свог шармантнога дечка Дејвида, па да сад живи с њим. На почетку се Дејвид чини као савршено симпатичан тип, идеалан будући супруг и очух. Међутим, кад Мајкл и његова девојка почну копати по Дејвидовој прошлости, откривају тамну и опасну страну Мајкловог будућег „татице”.

## Улоге
| Глумац              | Улога             |
| ------------------- | ----------------- |
| Дилан Волш          | Дејвид Харис      |
| Сила Ворд           | Сузан Хардинг     |
| Пен Беџли           | Мајкл Хардинг     |
| Амбер Херд          | Кели Портер       |
| Шери Стрингфилд     | Лија              |
| Пејџ Турко          | Џеки Кернс        |
| Џон Тени            | Џеј               |
| Ненси Лајнхан Чарлс | госпођа Катер     |
| Маркиз Харис        | детектив Шеј      |
| Брејден Лемастерс   | Шон Хардинг       |
| Дирдри Лавџој       | детективка Тајлар |
| Скајлер Самјуелс    | Бет Хардинг       |